# Цзинхай (храм)

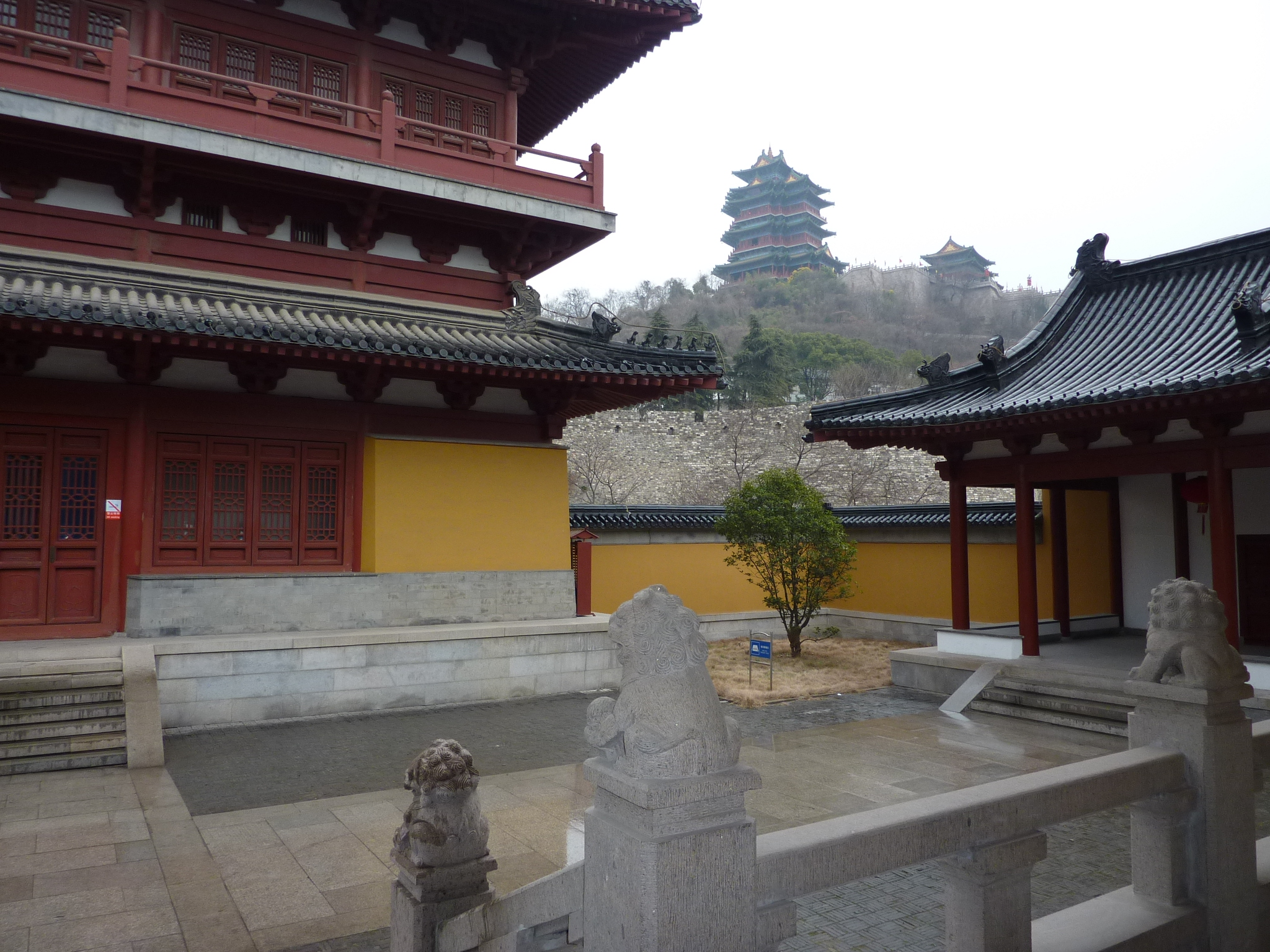
На территории храмового комплекса Цзинхай. На горизонте — башня Юэцзян Лоу на Львиной горе

Храмы Цзинхай (кит. упр. 静海寺, пиньинь Jìnghǎi Sì, палл. Цзинхай-сы, буквально: «[Буддистский] храм Спокойных морей») и Тяньфэй-гун (кит. упр. 天妃宫, пиньинь Tiānfēi Gōng, палл. Тяньфэй-гун, буквально: «Дворец Тяньфэй») — два соседних храма в Нанкине с общей историей, восходящей к периоду океанских плаваний флота Чжэн Хэ (начало XV века). Сами храмы были практически полностью разрушены во время войн с тайпинами и японцами, и восстановлены в 1990-х — 2000-х годах.
Главная реликвия храмов, сохранившаяся (большой частью) со времен их основания при минском императоре Юнлэ — каменная черепаха-биси со стелой, посвященной плаваниям Чжэн Хэ и небесной защите, дарованной им богиней-покровительницей мореплавателей Тяньфэй (Мацзу).

## Расположение

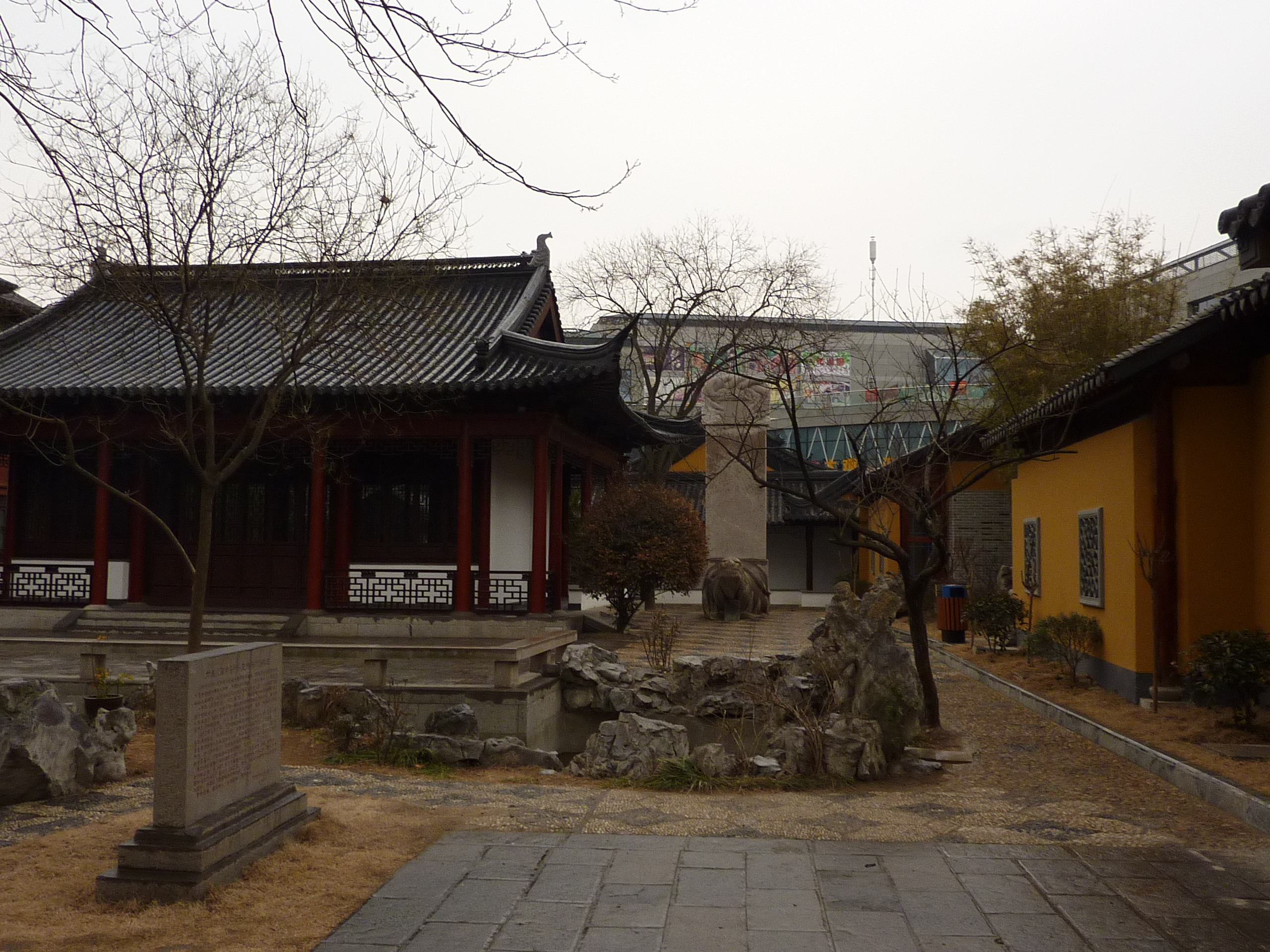
Задний двор храма Цзинхай, с восстановленной черепахой-оригиналом, несущей стелу Тяньфэй-гун

Храмы Цзинхай и Тяньфэй-гун расположены в непосредственном соседстве друг от друга, за воротами Синчжун (Ифэн) городской стены Нанкина, к югу от Львиной горы (Шицзишань) где находится башня Юэцзянлоу. Река Янцзы — в полукилометре к северо-западу от храмов.

## История
Храм Цзинхай был основан императором Юнлэ в 1411 г, в период интенсивной военно-дипломатической активности Минской империи в Тихом и Индийском океане, наиболее известным элементом которой являются многократные плавания флота Чжэн Хэ. Нанкин в это время был как столицей Минской империи, так и базой флота Чжэн Хэ, и построение храма имело двоякую цель: как увековечение достижений китайского флота, так и молитва за безопасность мореплавания, обращённая к богине-покровительнице мореплавателей Тяньфэй (Мацзу).
Храмовый комплекс, занимавший около 2 гектаров, включал более 80 строений. Он был украшен разного рода предметами роскоши, доставленными в Китай флотом Чжэн Хэ, а в его садах были высажены разного рода заморские растения. Утверждается даже, что более столетия спустя после прекращения плаваний, Ли Шичжэнь — автор знаменитой фармакологической энциклопедии «Бэньцао ганму» — посещал храм для ознакомления с произрастающими там лекарственными растениями.

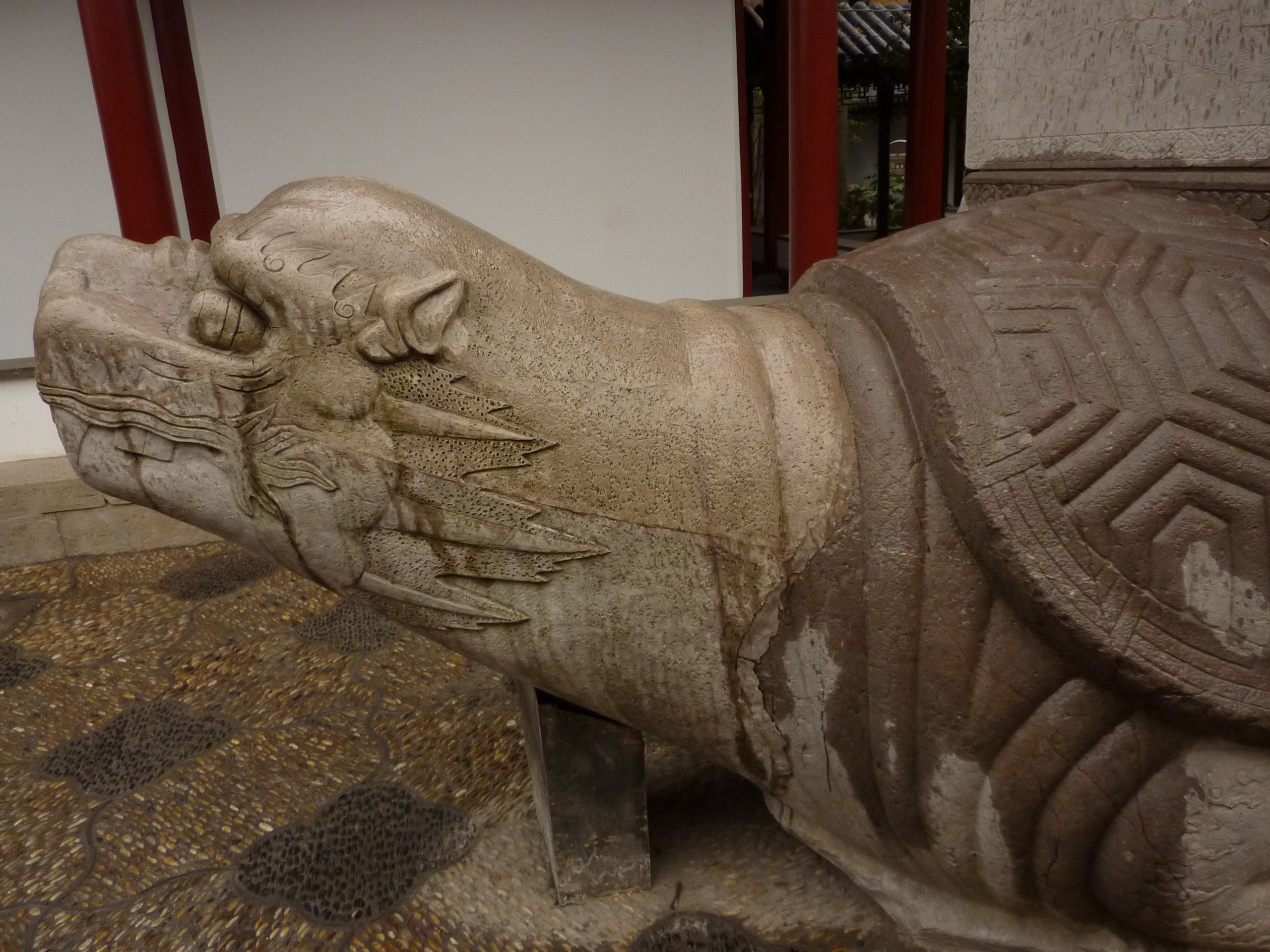
Восстановленная голова черепахи-оригинала

В 1416 году императором Юнлэ в храме была установлена мемориальная черепаха со стелой под названием «Юйчжи хунжэнь пуцзи Тяньфэй гун бэй» (御制弘仁普济天妃宫之碑), то есть «Установленная императором стела у дворца Тяньфэй, [богини] великой доброты и всеобщей помощи», или просто «Тяньфэй гун бэй» (Стела у дворца Тяньфэй). Текст стелы благодарил богиню за её помощь китайским морякам.
В августе 1842 г., во время Первой опиумной войны в храме велись англо-китайские переговоры, приведшие к заключению Нанкинского договора.
Большинство строений храмового комплекса были разрушены во время восстания Тайпинов в 1850-х годах и при захвате Нанкина японцами в 1937 г, во время войны с Японией. Уцелели лишь кое-какие вспомогательные постройки, да и те к 1980-м годам пришли в полную негодность. От всего первоначального ансамбля храма минской эпохи до нас дошла лишь мемориальная черепаха со стелой императора Юнлэ, да и у неё уже в XX веке была утрачена голова.

## Современность

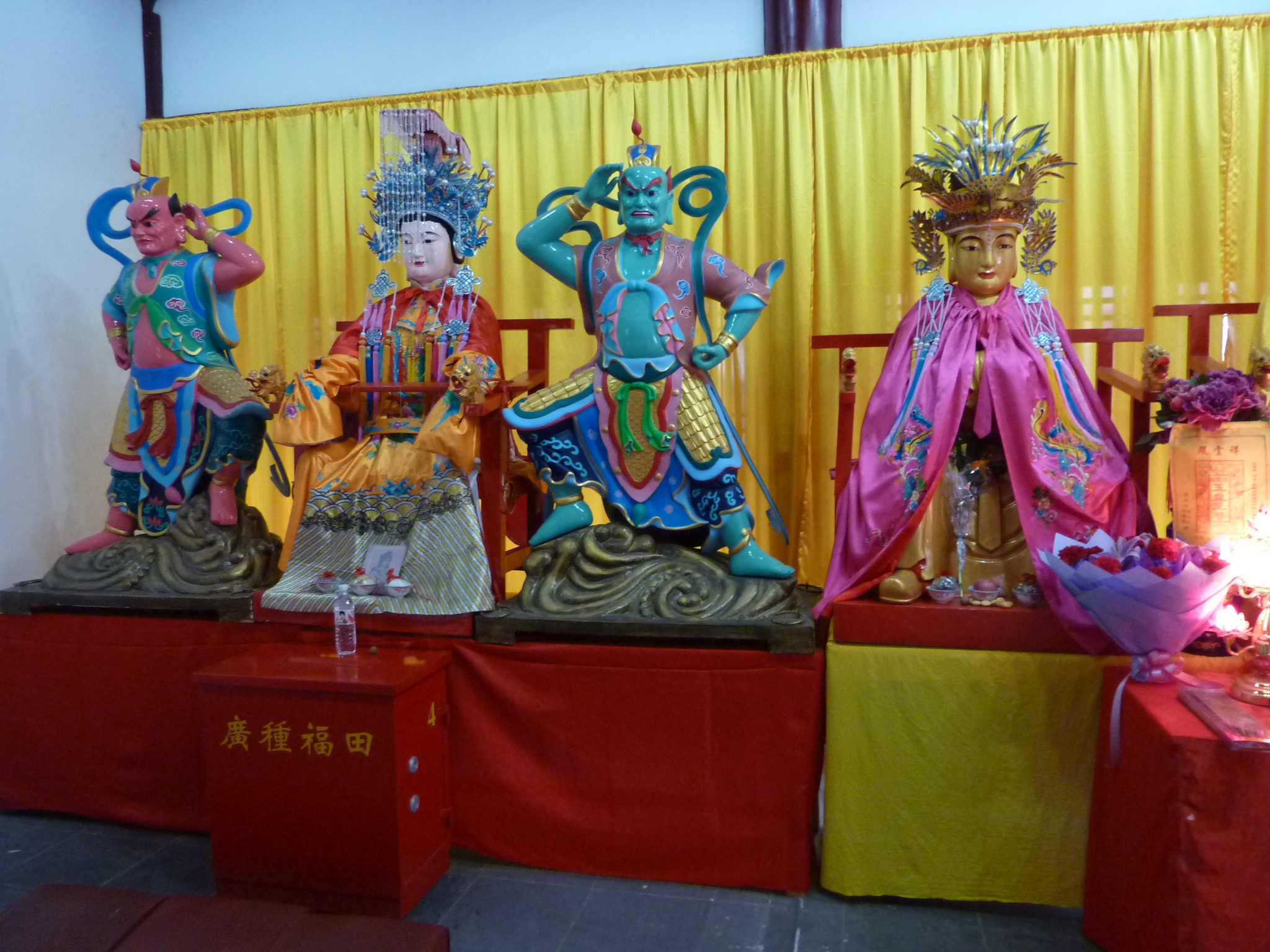
Статуи божеств в храме Тяньфэй-гун

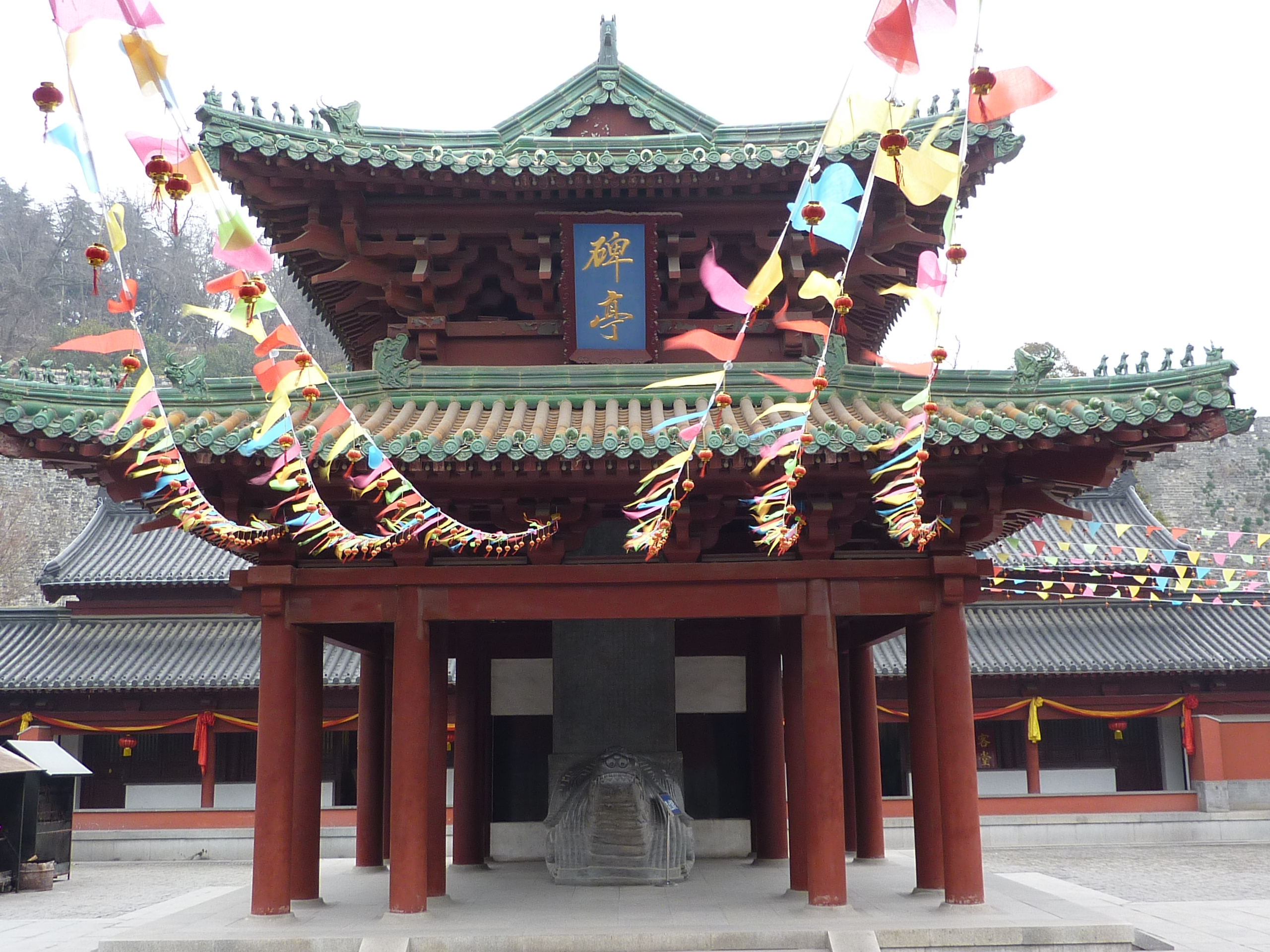
Беседка с копией стелы Тяньфэй-гун в современном храме Тяньфэй-гун

С целью сохранить культурное наследие, в 1990 г. власти Нанкина приняли решение восстановить храм Цзинхай. «Возрожденный» храмовый комплекс построен в минском стиле по проекту специалиста по архитектуре прошлого, профессора Юго-восточного университета Пань Гуси (潘谷西), на площади в 628 кв. м. В храме открыты экспозиции на историко-патриотическую тематику. К 600-летнему юбилею с начала плаваний Чжэн Хэ там же открыт мемориально-выставочный павильон, посвящённый Чжэн Хэ и его плаваниям.
В 2003—2005 г., также в ознаменование 600-летия с начала плаваний Чжэн Хэ, непосредственно к востоку от храмового комплекса Цзинхай был построен, в качестве отдельного храма, новый храм Тяньфэй-гун, посвящённый богине Мацзу (Тяньфэй), с павильонами в честь Гуаньинь, «Царя медицины» Сунь Сы-мяо, Бога богатства (Cai shen, Цай-шэнь) и пр. Современный храм Тяньфэй-гун расположен на территории между городской стеной Нанкина и идущим вдоль её внешней (западной) стороны рвом (который в этом месте отходит от стены на достаточное расстояние). Тяньфэй-гун отделен этим рвом от современного храма Цзинхай, который находится с западной стороны рва.

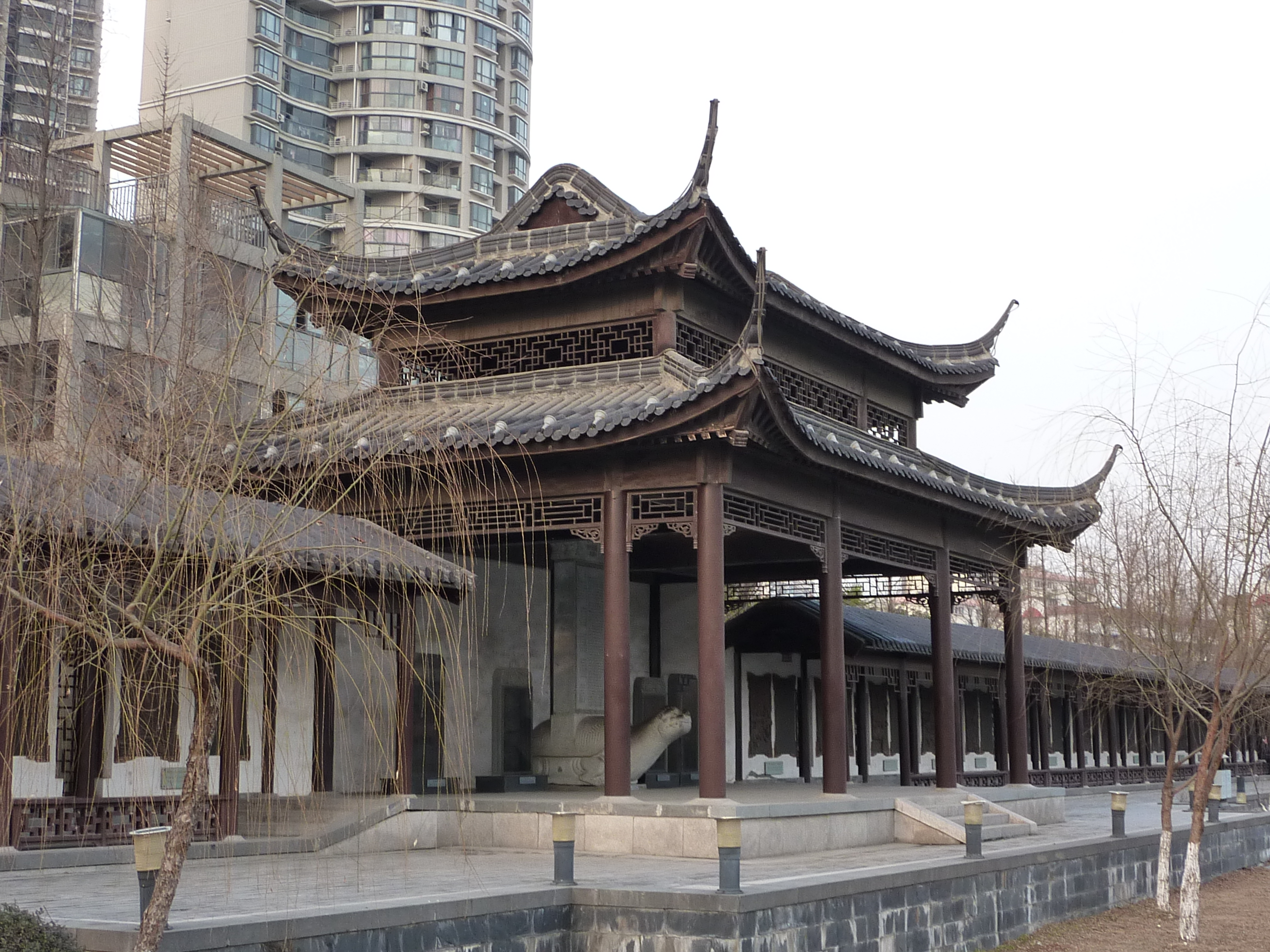
Копия стелы Тяньфэй-гун в Парке судоверфи Лунцзян

Черепахе императора Юнлэ приделали новую голову, и разместили её на заднем дворе храма Цзинхай. С неё было изготовлено две точных копии, одну из которых поместили в традиционной беседке в центре главного двора нового храма Тяньфэй-гун, а другую свезли в находящийся в нескольких километрах выше по течению Янцзы «Парк судоверфи кораблей-сокровищниц». В этом парке, созданном на месте, где 600 лет назад находилась нанкинская судоверфь Лунцзян, строившая самые крупные из судов флота Чжэн Хэ, черепаха-копия со стелой Юнлэ занимает почётное место на специальной веранде, где она окружена копиями других стел, связанных с плаваниями Чжэн Хэ.
Площадь перед храмами Цзинхай и Тяньфэй-гун была названа Площадью Плаваний Чжэн Хэ (郑和航海广场). Там установлена колокольная башня с колоколом, посвящённым возвращению Гонконга в лоно родины.

Колокола
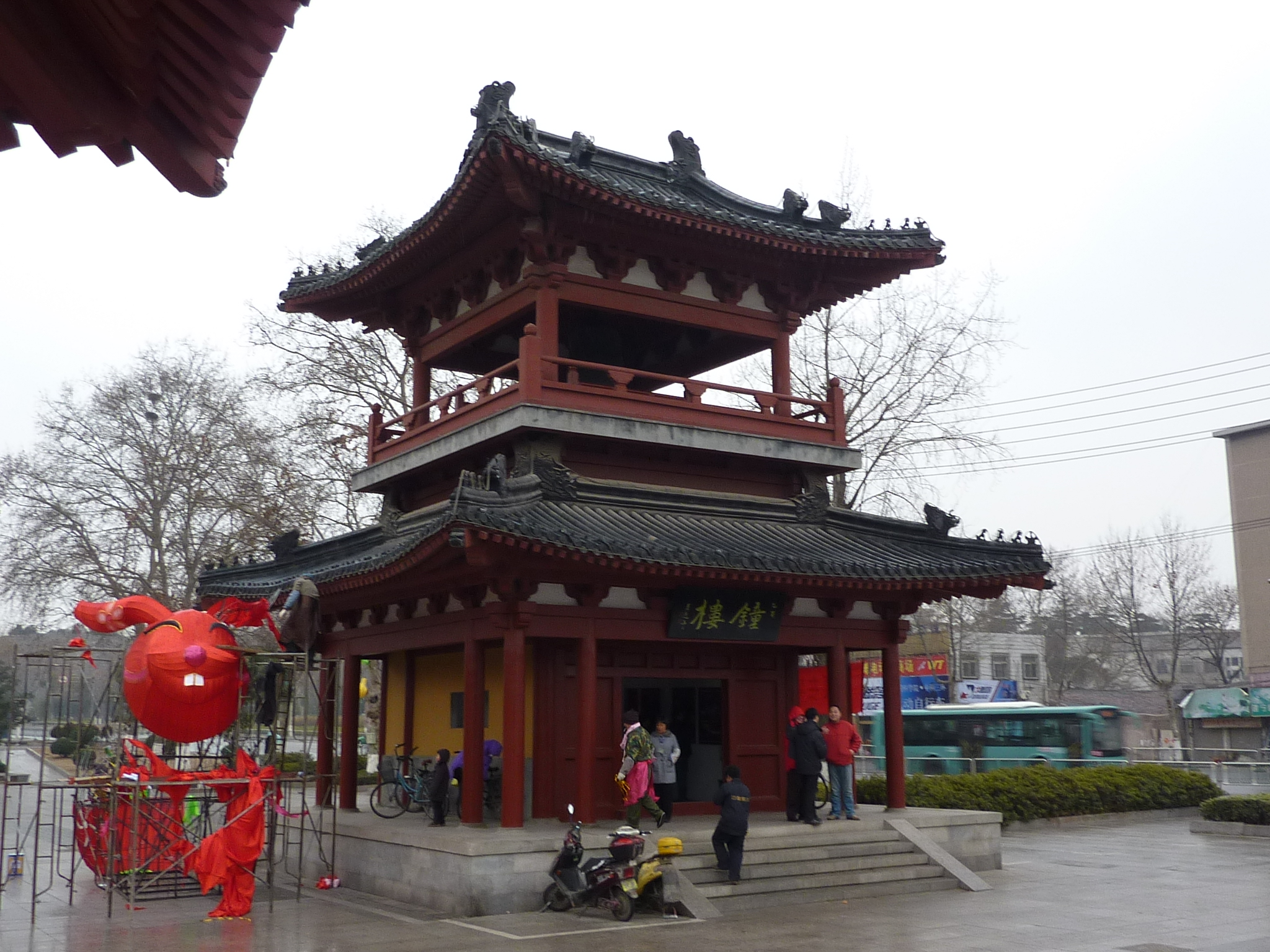
Колокольная башня перед храмом Цзинхай
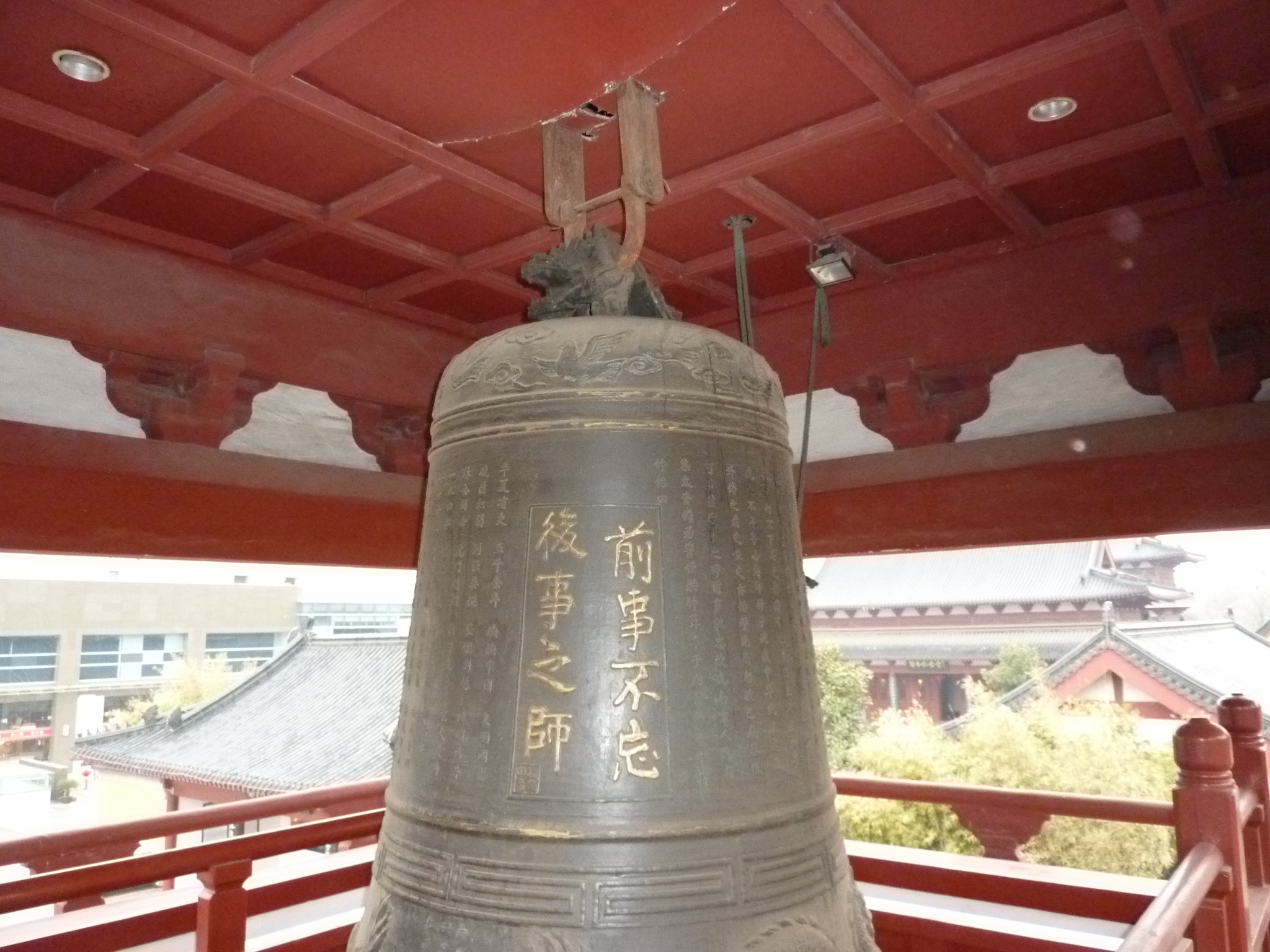
«Не забывать прошлого, дабы оно было уроком на будущее»
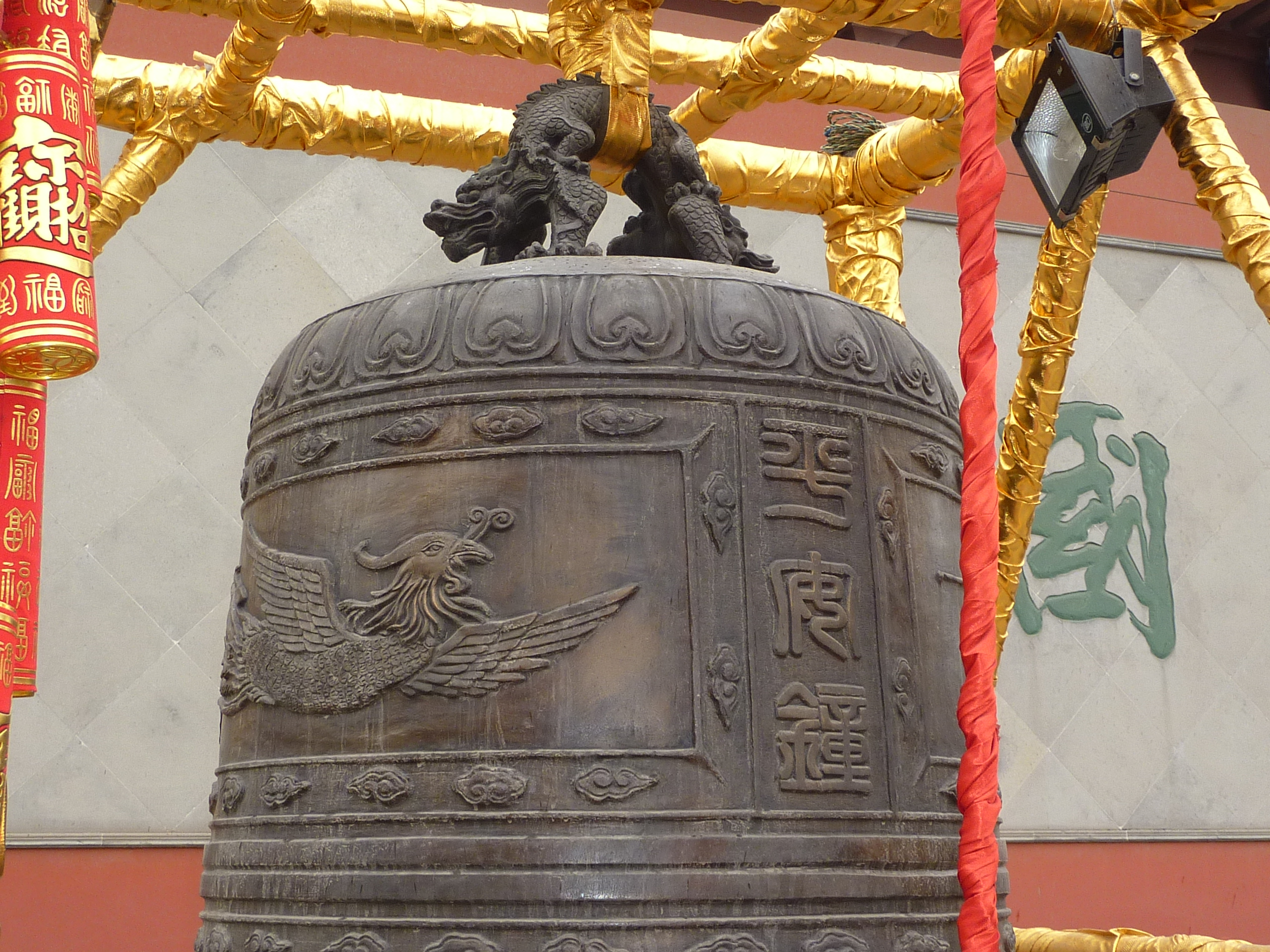
«Колокол спокойствия» (平安钟), храм Тяньфэй-гун
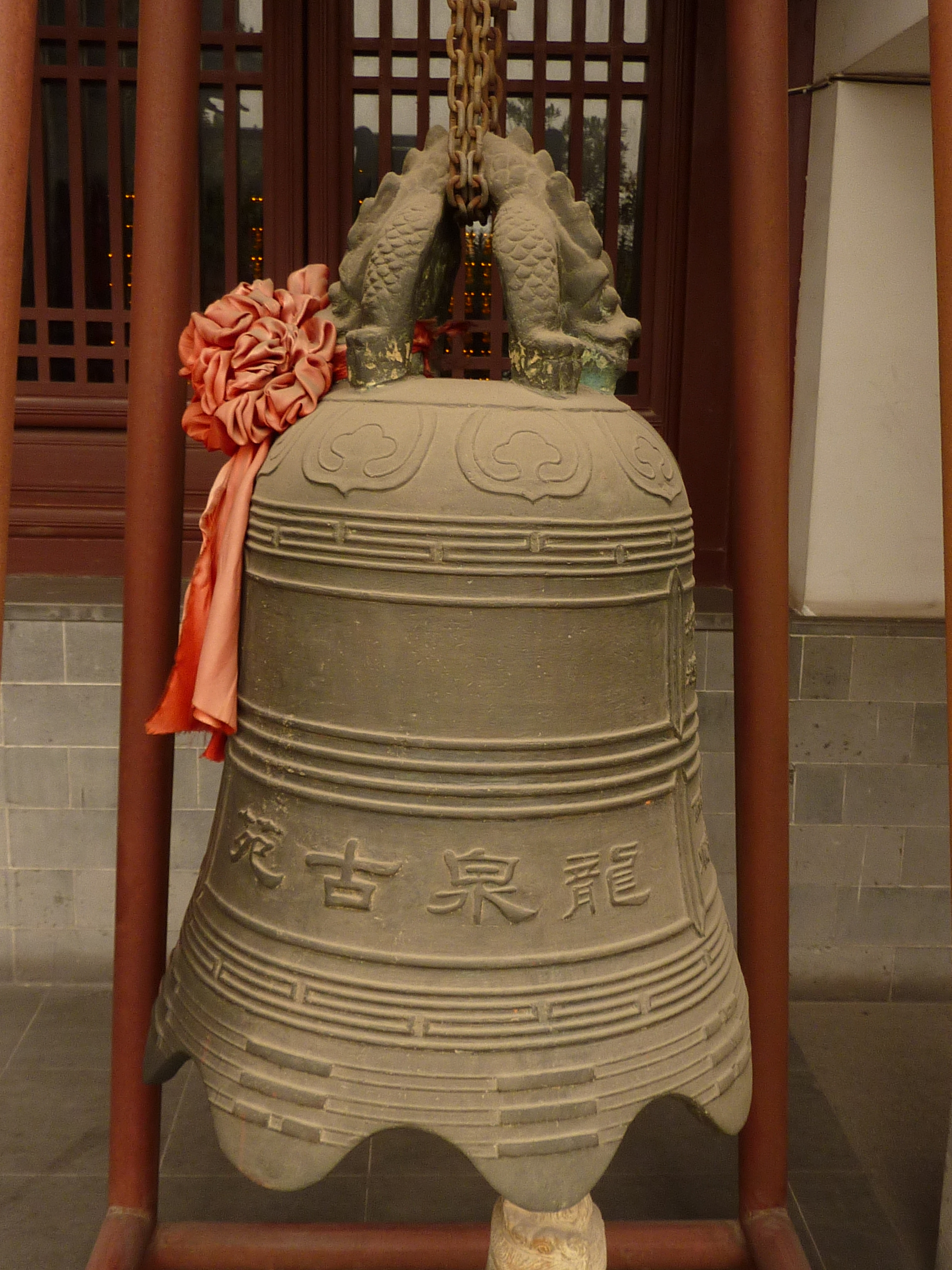
Колокол, храм Тяньфэй-гун